# Норогачи
Норогачи (исп. Norogachi) — деревня в Мексике, штат Чиуауа, входит в состав муниципалитета Гуачочи. Численность населения, по данным переписи 2010 года, составила 900 человек.

## Общие сведения
Название Norogachi с языка тараумара можно перевести как круглые холмы.
Поселение было основано в 1690 году миссионерами-иезуитами, которые вскоре были изгнаны местными жителями.
Деревня является центром проживания индейцев тараумара.